# Sarahart
Sarahart (armeniska: Սարահարթ) är en ort i Armenien. Den ligger i den nordvästra delen av landet, 80 kilometer norr om huvudstaden Jerevan. Sarahart ligger 1 733 meter över havet och antalet invånare är 1 364.
Terrängen runt Sarahart är lite bergig. Närmaste större samhälle är Spitak, 6,2 kilometer sydost om Sarahart.
Trakten runt Sarahart består i huvudsak av gräsmarker. Runt Sarahart är det ganska tätbefolkat, med 96 invånare per kvadratkilometer.